# Włodzimierz Steyer (żołnierz AK)
Włodzimierz Steyer ps. „Grom” (ur. 20 lipca 1923 w Gdańsku-Oliwie, zm. 19 listopada 2012 w Warszawie) – sierżant podchorąży Armii Krajowej, żołnierz III plutonu „Ryszard” (późniejszy „Felek”) 1. kompanii „Maciek” batalionu „Zośka”.

## Dzieciństwo
Syn kontradmirała Włodzimierza Steyera i Janiny z Boczkowskich. Brat Donalda Steyera, profesora Uniwersytetu Gdańskiego. Jako dziecko półtora roku mieszkał we Francji, gdzie jego ojciec uczęszczał do Wyższej Szkoły Wojennej w Tulonie. Po powrocie do kraju mieszkał w Gdyni. Uczeń tamtejszego Gimnazjum Towarzystwa Szkoły Średniej nr 803. Harcerz 2. Drużyny Harcerskiej im. Tadeusza Kościuszki i 77. Pomorskiej Drużyny Harcerskiej im. Bolesława Chrobrego.

## II wojna światowa
Po wkroczeniu Niemców do Gdańska wyjechał wraz z matką i młodszym bratem do Torunia. W 1940 wstąpił do organizacji Grunwald. Od 1942 w Warszawie. Tam na krótko wstąpił do Narodowej Organizacji Wojskowej, następnie do pułku piechoty „Garłuch”. Ukończył Szkołę Podoficerską Minerską.
Podjął naukę w tajnej Szkole Wawelberga, gdzie zetknął się z żołnierzami batalionu „Zośka”. Od jesieni 1943 należał do „Zośki”.
Wiosną 1944 aresztowany wraz z Henrykiem Kończykowskim przez Gestapo za kolportaż tajnej prasy. Przetrzymywany w Brwinowie, następnie przewieziony do Warszawy i więziony na Pawiaku. Pod koniec maja 1944 r. wysłany do obozu w Stutthofie, z którego uciekł po sześciu miesiącach do Nowego Dworu Gdańskiego. W styczniu 1945 dotarł do Warszawy. Zatrzymał się u Henryka Kończykowskiego w Podkowie Leśnej. Aresztowany wraz z nim przez NKWD 25 stycznia. Po trzech tygodniach wypuszczony na wolność.

## Druga konspiracja i aresztowanie
Zdał maturę w Liceum im. Tadeusza Reytana, po czym podjął studia na Politechnice Warszawskiej, na Wydziale Elektrycznym.
Uczestnik drugiej konspiracji. Należał do grupy Jana Rodowicza ps. „Anoda”. Aresztowany przez funkcjonariuszy Urzędu Bezpieczeństwa w styczniu 1949 i osadzony w więzieniu mokotowskim. W celi przebywał ze Stanisławem Skalskim, Kazimierzem Kobylańskim oraz Henrykiem Leliwą-Roycewiczem. Oskarżony o przestępstwo z art. 86 § 2 kkWP („próba obalenia siłą ustroju Polski Ludowej”) oraz o zabójstwo Kazimierza Jackowskiego.
Skazany 25 listopada 1949 wyrokiem Wojskowego Sądu Rejonowego na karę piętnastu lat pozbawienia wolności. Przebywał kolejno w więzieniu we Wronkach, zakładzie karnym w Płocku, więzieniu mokotowskim, ponownie we Wronkach i Obozie Pracy nr 3 w Warszawie. Po apelacji Sąd zmniejszył mu wyrok na karę 10 lat pozbawienia wolności.

## Odzyskanie wolności
Na wolność wyszedł 2 maja 1956. Zrehabilitowany i uniewinniony od zarzuconych mu zarzutów rok później.
Pracował w Akademickim Związku Sportowym. Przez sześć lat mieszkał i pracował w Tunezji. Po powrocie do kraju pracował w Elektromontażu Warszawa, Instytucie Elektrotechniki i Centrali Handlu Zagranicznego Budownictwa Budimex.
W 1994 był świadkiem w procesie funkcjonariuszy Ministerstwa Bezpieczeństwa Publicznego. Pochowany na cmentarzu Bródnowskim w Warszawie (kwatera 61B-6-27).

## Odznaczenia
- Krzyż Oficerski Orderu Odrodzenia Polski (2004)[3]
- Krzyż Kawalerski Orderu Odrodzenia Polski (2000)[4]
- Złoty Krzyż Zasługi[5]
- Krzyż Armii Krajowej[5]
- Krzyż Partyzancki[5]
- Krzyż Oświęcimski[5]
- Krzyż „Za Zasługi dla ZHP”[5]
- Odznaka Przyjaciela Szkoły Podstawowej im. Batalionu „Zośka” w Celestynowie (2008)[6].